# 사랑하는 아들 딸아
"사랑하는 아들 딸아"는 1972년에 개봉한 대한민국의 영화이다.

## 캐스팅
- 신영균
- 김지미
- 김희라
- 나오미
- 남진
- 김석훈
- 여운계
- 이룡
- 박미영
- 장정국
- 최길호
- 박동룡
- 김웅
- 최삼
- 이기영
- 임해림
- 김기범
- 추봉
- 임성포